# Thomas Fothen
Thomas Fothen (* 6. April 1983 in Neuss) ist ein ehemaliger deutscher Radrennfahrer.
Im Bahnradsport wurde Thomas Fothen 2002 Deutscher Meister in der Mannschaftsverfolgung.
Nachdem er im Straßenradsport zunächst für das Teag Team Köstritzer und das Team Sparkasse aktiv gewesen war und 2004 die Harzrundfahrt gewinnen konnte, wechselte er 2006 zum ProTeam Gerolsteiner. 2007 bis 2009 nahm er am Giro d’Italia teil, wobei er nicht über zwei vierte Etappenplätze hinauskam. Nach der Auflösung des Team Milram, für das er 2009 und 2010 fuhr, beendete er seine Karriere 2011 beim Team NSP.
Thomas Fothen ist der jüngere Bruder des ehemaligen Profis Markus Fothen.

## Erfolge
2001
- eine Etappe Trofeo Karlsberg (Junioren)
- Deutscher Meister – Straßenrennen (Junioren)

2002
- Deutscher Meister Mannschaftsverfolgung